# اینارو
اینارو (به لاتین: Ainaro) یک منطقهٔ مسکونی در تیمور شرقی است که در بخش اینارو واقع شده‌است.

## خصوصیات
اینارو ۲۳۵٫۹۴ کیلومترمربع مساحت و ۱۵٬۵۵۸ نفر جمعیت دارد و ۸۳۱ متر بالاتر از سطح دریا واقع شده‌است.